# Bassirou Bamba
Pour les articles homonymes, voir Bamba.
Bassirou Bamba est un footballeur malien né le 20 juillet 1990 à Sikasso.Il évolue dans le championnat Tunisienne avec l'Étoile sportive de Métlaoui. Il a joué également avec l’équipe nationale du Mali.

## Carrière
- 2008-2010 : CO Bamako ( Mali)
- 2010-2011 : Al Nil Hasahisa ( Soudan)
- 2011-2013 : Al Ahly Shendi ( Soudan)
- 2013-2014 : Al Merreikh ( Soudan)
- 2014-2015 : USM Bel Abbes ( Algérie)
- depuis 2015 : Étoile sportive de Métlaoui ( Tunisie)